# Jean-Henri Meunier
Pour les articles homonymes, voir Meunier.
Jean-Henri Meunier, né le 2 novembre 1949 à Oullins et mort à  Najac le 11 septembre 2024, est un réalisateur, scénariste et acteur français.
Il vit à Toulouse, après plusieurs années passées dans le village de Najac, en Aveyron, où il a tourné la trilogie de Najac, La Vie comme elle va, Ici Najac, à vous la terre et Y'a pire ailleurs.

## Biographie
Photographe autodidacte, Jean-Henri Meunier réalise son premier film en 1975, L'Adieu nu avec Maria Casares et Michael Lonsdale grâce à l’amitié d’Henri Langlois, fondateur de la Cinémathèque française.
En 1976, il enchaîne avec Aurais dû faire gaffe, le choc est terrible. La Bande du Rex avec Jacques Higelin sort en 1980. Ensuite, il produit Pochette surprise, le premier album de CharlÉlie Couture pour Chris Blackwell et Island Records.
À la fin des années 1980, la rencontre avec l’outil vidéo et Maurice Cullaz, octogénaire ami de toute la planète jazz, lui permet de concilier ses deux passions, le cinéma et la musique, en réalisant des documentaires musicaux : Smoothie, pour et avec Maurice Cullaz, tourné de 1988 à 1992, Tout partout partager avec Ray Lema en 1997, Un violon au cœur avec L. Subramaniam en 1998, Une voix nomade avec Mina Agossi en 2008 et Solo sino pa que avec Bernardo Sandoval en 2010.
Son long métrage documentaire, La Vie comme elle va, diffusé sur Arte en mai 2003 et sorti en salles en mars 2004, s’est vu décerner le Grand Prix SCAM du documentaire de création 2004. Il a également été nommé par l’International Documentary Association (IDA) et le National film Board Documentary Award (Canada).
Ici Najac, à vous la terre est en sélection officielle, hors compétition au Festival de Cannes 2006. Il est nommé au César du meilleur film documentaire, ainsi que par la Directors Guild Of America (DGA) et par l’International Documentary Association (IDA).
Jean-Henri Meunier se replonge dans le brut, il suit pendant plus de 2 ans un groupe de SDF, dont un vagabond, clown « aux semelles de vent », Fakir, fil rouge de Rien à perdre (2009) qui relate le combat des Enfants de Don Quichotte toulousains pour avoir un toit. Le film est présenté en avant-première au Festival International du Film Documentaire – Thessalonique.
En 2011, il présente Y'a pire ailleurs, libre suite désordonnée de La Vie comme elle va et de Ici Najac, à vous la terre au Festival du Nouveau Cinéma (Montréal).
La trilogie Najacoise est présentée en avant-première en mai 2012 à Documenta Madrid.
En 2012 sort Tout à Gagner, suite de Rien à perdre. Fakir, Roman et Patrick, 3 SDF du campement des Enfants de Don Quichotte de Toulouse ont réussi leur pari. Après avoir démonté leur tente pour intégrer un appartement, ils ont décidé d’avancer, grâce au travail, aux études, à l’amour.
Le réalisateur revient à la photographie et les éditions Au fil du temps présentent à l'automne 2012 Empreintes : « Jean-Henri Meunier prend son temps. Il n’a pas de permis de conduire, il marche à la vitesse de la vie d’un homme, pas plus vite. Il regarde dans le mur, il a les yeux sur la route. Et comme tout le monde, un téléphone portable. Meunier, un mur, la route, un téléphone qui prend des photos : voici un nouveau monde qui prend vie, des êtres vivants, et l’art, à tous les coins de rue. Ayez l’œil ».
En 2015, il présente en compétition au FIFIGROT (Festival International du Film Grolandais de Toulouse) Faut savoir se contenter de beaucoup : Noël Godin et Jean-Marc Rouillan y reçoivent le prix d'interprétation remis par Benoît Delépine.
Ce film est la rencontre de Jean-Marc Rouillan, ancien membre d’Action directe, et Noël Godin, entarteur et auteur d'une Anthologie de la subversion carabinée.
Depuis 2015, Jean-Henri Meunier s'autoproduit, grâce aux amis qui lui font confiance, le soutiennent et l'accompagnent dans ses aventures cinématographiques ; il réalise « à l'arrache » et en prenant son temps. Il a tourné et monté 8 films qui sont visibles en copie de travail : Incasables, NoMan, LSD (Lente Séparation Douloureuse), Pour une poignée de Sad Hill, Tous Ensemble, La Tête Cachetonnée, Nif Naf (nos intentions fêlées, nos actions fébriles), Pour des queues de cerises.

## Filmographie

### Comme réalisateur
- 1976 : L'Adieu nu
- 1977 : Aurais dû faire gaffe, le choc est terrible
- 1980 : La Bande du Rex
- 1992 : Smoothie (TV)
- 1995 : Sans Queue ni tête (inédit)
- 1998 : Tout partout partager (TV)
- 1999 : L. Subramaniam, un violon au cœur (TV)
- 2004 : La Vie comme elle va
- 2006 : Ici Najac, à vous la terre
- 2007 : Mina Agossi, une voix nomade (TV)
- 2009 : Rien à perdre
- 2010 : Solo sino pa que (TV)
- 2011 : Y'a pire ailleurs
- 2012 : Tout à gagner (TV)
- 2015 : Faut savoir se contenter de beaucoup
- 2016 : NoMan - (inédit)
- 2017 : LSD (Lente Séparation Douloureuse) - (inédit)
- 2018 : Pour une poignée de Sad Hill - (inédit)
- 2019 : Tous Ensemble - (inédit)
- 2020 : La Tête Cachetonnée - (inédit)
- 2021 : Nif Naf (nos intentions fêlées, nos actions fébriles) - (inédit)
- 2022 : Pour des queues de cerises - (inédit)

### Comme scénariste
- 1975 : L'Adieu nu
- 1976 : Aurais dû faire gaffe, le choc est terrible
- 1979 : La Bande du Rex

### Comme acteur
- 1979 : La Bande du Rex

## Distinctions

### Récompenses
- 2004 : Grand prix SCAM du documentaire de création 2004 pour La Vie comme elle va
- 2015 : Noël Godin et Jean-Marc Rouillan reçoivent le prix d'interprétation au FIFIGROT (Festival International du Film Grolandais de Toulouse) pour leurs rôles dans Faut savoir se contenter de beaucoup.

### Nominations
- 2004 : International Documentary Association (IDA) - Documentary Feature Award pour La Vie comme elle va
- 2004 : National Film Board of Canada Award pour La Vie comme elle va
- 2006 : Directors Guild of America (DGA) - Award for Oustanding Directorial Achievement in Documentary pour Ici Najac, à vous la terre
- 2006 : International Documentary Association (IDA) - Documentary Feature Award pour Ici Najac, à vous la terre
- 2007 : César du cinéma 2007 du meilleur film documentaire pour Ici Najac, à vous la terre

## Publications
- Choix de Poèmes (1969-1971) Compte d’auteur Premier (tirage limité à 949 exemplaires), 1972
- Empreintes : la terre vue d'en bas & des oreilles, préface de Serge Regourd, Éd. Au fil du temps, 2012